# Orient Steam Navigation Company

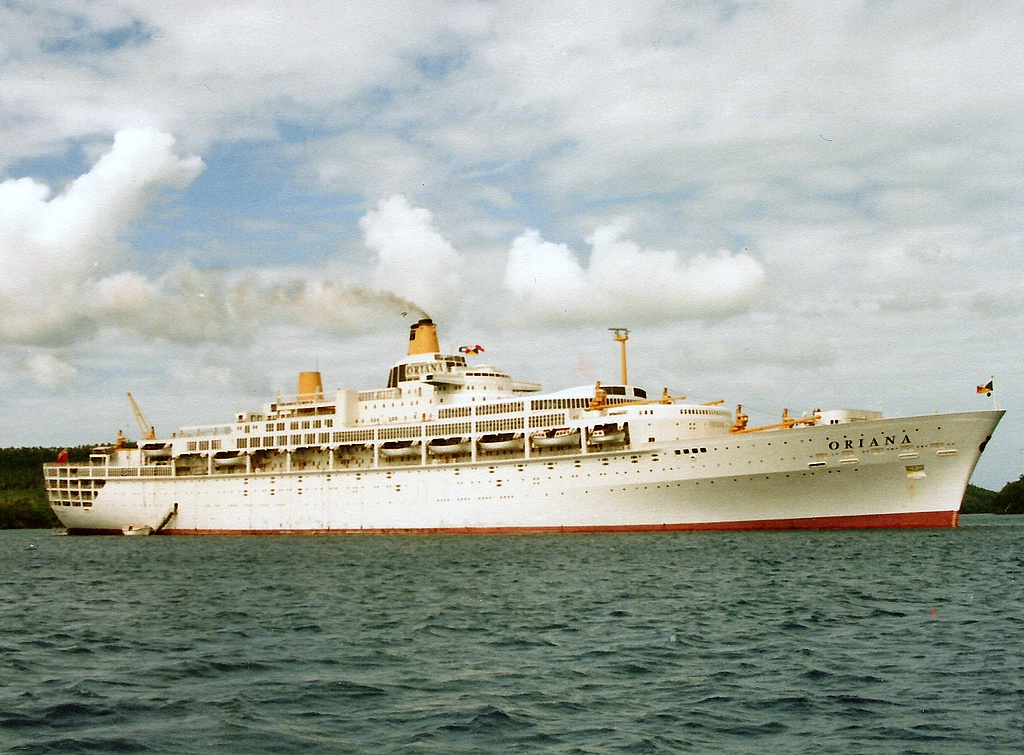
El SS Oriana, el último buque de la Orient Line, en Tonga, en 1985.

La Orient Steam Navigation Company, también conocida como la Orient Line, fue una naviera británica con raíces que se remontan a finales del siglo XVIII. Desde principios del siglo XX en adelante comenzó a asociarse con Peninsular and Oriental Steam Navigation Company (P&O), que se convirtió en el propietario del 51% de sus acciones en 1919 y culminó con la absorción total de la compañía en 1966.